# Arsenio Iglesias
Arsenio Iglesias (Arteixo, 24 dicembre 1930 – La Coruña, 5 maggio 2023) è stato un calciatore e allenatore di calcio spagnolo, di ruolo attaccante.

## Carriera
Fu nominato allenatore dell'anno della Liga nel 1993 e nel 1995, anno in cui vinse la Coppa del Re.

## Palmarès
- Coppa di Spagna: 1

Deportivo: 1994-1995